# Auca confusa
Auca confusa är en fjärilsart som beskrevs av Köhler 1935. Auca confusa ingår i släktet Auca och familjen praktfjärilar. Inga underarter finns listade i Catalogue of Life.